# Inishmurray
Inishmurray är en ö i republiken Irland.   Den ligger i grevskapet Sligo och provinsen Connacht, i den norra delen av landet, 200 km nordväst om huvudstaden Dublin. Arean är 0,90 kvadratkilometer.
Terrängen på Inishmurray är mycket platt. Öns högsta punkt är 20 meter över havet. Den sträcker sig 1,0 kilometer i nord-sydlig riktning, och 1,8 kilometer i öst-västlig riktning.